# Tormod Haugen
Tormod Haugen (Trysil, 12 maggio 1945 – Oslo, 18 ottobre 2008) è stato uno scrittore e traduttore norvegese autore di libri per ragazzi.

## Biografia
Nato nel 1945 a Trysil, piccolo paese nel mezzo della foresta norvegese, si sposta da giovane ad Oslo per studiare lingue e letteratura tedesca e storia dell'arte.
Esordisce nel 1973 con il romanzo Ikke som i fjor al quale fanno seguito numerosi romanzi e racconti destinati principalmente ad un pubblico giovane.
Nel 1990 riceve il prestigioso Hans Christian Andersen Award alla carriera per l'insieme della sua opera.
Muore a 63 anni ad Oslo il 18 ottobre 2008.

## Opere tradotte in italiano

### Romanzi
- In attesa della prossima estate (Til sommeren – kanskje, 1974), Casale Monferrato, Piemme, 1993 traduzione di Maria Bastanzetti ISBN 88-384-3705-X.
- Gli uccelli notturni (Nattfuglene, 1975), Milano, Salani, 1988 traduzione di Eva Kampmann ISBN 88-7782-049-7.
- Il ragazzo che sognava la luna (Tsarens juveler, 1992), Firenze, Salani, 1996 traduzione di Pierina M. Marocco ISBN 88-7782-470-0.
- Giorgio ama Gloria ma Gloria ama Eduard: un racconto d'amore (Georg og Gloria (og Edvard), 1996), Milano, Salani, 1999 traduzione di Riccardo Cravero ISBN 88-7782-707-6.
- La principussa Clura e il drago (Prinsusse Klura og dragen, 2012), Milano, Salani, 2008 traduzione di Lucia Barni ISBN 978-88-8451-831-6.

## Filmografia
- Zeppelin la casa sull'albero (Zeppelin) regia di Lasse Glomm (1981) (soggetto)

## Alcuni riconoscimenti
- Deutscher Jugendliteraturpreis: 1979
- Hans Christian Andersen Award: 1990
- Premio Andersen categoria Miglior libro "Mai premiato": Gli uccelli notturni 2005